# Literatura obozowa
Literatura obozowa – odmiana literatury poświęconej II wojnie światowej, której tematem są doświadczenia związane z obozami koncentracyjnymi i obozami pracy przymusowej III Rzeszy (Kacet) i ZSRR (Gułag). Najczęściej utwory należące do literatury obozowej przybierają formę wspomnień więźnia, opisującego świat lagrów i łagrów ze swojej perspektywy. Twórczość obozowa, oprócz materiału dokumentacyjnego i faktograficznego, stanowi często również próbę artystycznego ujęcia opisywanych zjawisk.

## Rodzaje literatury obozowej
Ponieważ doświadczenie obozów pracy i obozów koncentracyjnych było całkowicie nowe, literatura obozowa musiała wykształcić nową poetykę i nowe sposoby ujmowania świata przedstawionego. Utwory podejmujące tematykę obozową charakteryzują się często rezygnacją z literackości i poetyzacji narracji, dążeniem do ścisłego i faktograficznego przedstawiania zdarzeń oraz eksponowaniem autentyzmu i konkretu (np. Medaliony Nałkowskiej).
W licznych utworach obozowych (tworzonych przede wszystkim, choć nie tylko, przez autorów związanych ze światopoglądem katolickim i wydawanych zazwyczaj tuż po wojnie) narrator-bohater, wykorzystując język emocjonalny i patetyczny podejmuje próbę moralnej oceny katów i ofiar, formułując jednoznaczne sądy. W powieściach tego typu ofiary są silnie heroizowane, oprawcy natomiast przedstawiani są jako jednostki wyraźnie odrażające (również pod względem fizycznym), a autorzy odwołują się do wartości chrześcijańskich i humanistycznych, nie zniszczonych przez obozową rzeczywistość, która traktowana jest jako stan przejściowy. W tego typu twórczości występują liczne odwołania do utrwalonych symboli kulturowych oraz do polskich mitów martyrologicznych, pochodzących z literatury romantycznej. Światy ofiar i oprawców są wyraźnie rozgraniczone – ci pierwsi charakteryzują się głęboką moralnością, bohaterstwem i solidarnością, zło występuje jedynie po stronie katów. Do utworów tego typu należą m.in. Przeżyłam Oświęcim Żywulskiej, Wspominki z obozu Sachsenhausen 1939-40 Pigonia oraz Z otchłani Kossak-Szczuckiej.
W ramach literatury obozowej występują również utwory charakteryzujące się funkcją solidarnej pamięci (określenie Kazimierza Wyki). Dzieła te, podkreślając ostateczne zwycięstwo wartości humanistycznych, starają się głębiej zrozumieć rzeczywistość obozową – oprócz jasnych ocen moralnych, zawierają również próbę zrozumienia mechanizmów rządzących życiem obozowym i przemian, jakim ulega psychika więźniów, podkreślają postawy tych, którzy zachowali przedobozową etykę i pozostali jej wierni, kontrastując to z więźniami, których system moralny uległ degradacji w zdeprawowanej rzeczywistości łagrów i lagrów. Idee humanistyczne są w tych utworach przedstawione jako wartość zagrożona, której trzeba bronić i o którą trzeba walczyć, podkreślana jest również solidarność cierpiących, zachowujących człowieczeństwo w niesprzyjających warunkach. Do tego typu utworów zalicza się m.in. Inny świat Herlinga-Grudzińskiego i  Na nieludzkiej ziemi Czapskiego.
Inną grupę stanowią utwory, w których świat obozów traktowany jest jako zupełnie nowy i odmienny, a więc nieobjęty dotychczasowymi zasadami etycznymi, rządzący się swoistymi dla siebie regułami. Rzeczywistość łagrów i lagrów pozostawia trwałe ślady w psychice więźniów, proces przystosowania do obozowych realiów (obozowa edukacja) sprawia, że jednostka staje się człowiekiem złagrowanym/zlagrowanym – podporządkowanym fizjologii (uczucia głodu, strachu itp.), pozbawionym wartości, wypełnionym nienawiścią. Wśród ofiar pojawiają się postacie obozowych spryciarzy, ludożerców czy donosicieli, natomiast oprawcy nie są przedstawiani jako jednostki odrażające, ale jako funkcjonariusze państwowi lub sumienni urzędnicy – dokonywane przez nich zło obrazowane jest w kategoriach banalności. Narracja takich utworów jest najczęściej pierwszoosobowa, beznamiętna, pozbawiona ocen moralnych i emocji, akcentująca normalność zła w warunkach obozowych i zobojętnienie moralne ofiar. Do utworów tego typu należą m.in. opowiadania Borowskiego i Za drutami śmierci Kajzera.
Niewielką część literatury obozowej stanowią utwory, których autorzy próbowali opisać rzeczywistość obozową za pomocą satyry lub kategorii absurdu i dotyczą one przede wszystkim gułagów. Utwory takie mają obnażać odmienność ideologii i propagandy od codziennej rzeczywistości obozów, a także absurd obozowej egzystencji. Należą do nich m.in. Zapiski oficera Armii Czerwonej Piaseckiego oraz Budujemy kanał Witolda Olszewskiego (prawdopodobnie pseudonim S. Kempińskiego).

## Utwory
- Jerzy Andrzejewski Apel (z tomu Noc, 1945)
- Tadeusz Borowski Pożegnanie z Marią (1948), Kamienny świat (1948)
- Tadeusz Borowski, K. Olszewski J. Nel-Siedlecki Byliśmy w Oświęcimiu (1946)
- Walter Ciszek Z Bogiem w Rosji (1990) (ang. With God in Russia, 1964) ISBN 83-85136-08-8
- Józef Czapski Na nieludzkiej ziemi (1946)
- Wacław Grubiński Między młotem a sierpem (Londyn, 1948; I wyd. krajowe 1990)
- Adolf Gawalewicz Refleksje z poczekalni do gazu. Ze wspomnień muzułmana (1968)
- Gustaw Herling-Grudziński Inny świat (1951)
- Eugenia Ginzburg Stroma ściana (1966)
- Stanisław Grzesiuk Pięć lat kacetu (1958)
- Abraham Kajzer Za drutami śmierci (1962)
- Zofia Kossak-Szczucka Z otchłani (1946)
- Anatol Krakowiecki Książka o Kołymie (Londyn 1949 wyd.2 Londyn 1987)
- Herminia Naglerowa Ludzie sponiewierani (1945), Kazachstańskie noce (1958)
- Zofia Nałkowska Medaliony (1946)
- Beata Obertyńska W domu niewoli (1946)
- Witold Olszewski Budujemy kanał (1947)
- Stanisław Pigoń Wspominki z obozu Sachsenhausen 1939-40
- Adolf Rudnicki Wieczna pamięć (1955)
- Aleksandr Sołżenicyn Archipelag GUŁag (1973) Krąg pierwszy (1966)
- Stanisław Swianiewicz W cieniu Katynia (1976)
- Warłam Szałamow Opowiadania kołymskie
- Seweryna Szmaglewska Dymy nad Birkenau (1945)
- Maria Zarębińska-Broniewska Opowiadania oświęcimskie (1960)
- Krystyna Żywulska Przeżyłam Oświęcim (1946)